# Kong: Skull Island
Pour les articles homonymes, voir Kong et Skull Island.
Série MonsterVerse
Godzilla
(2014) Godzilla 2 : Roi des monstres
(2019)
Pour plus de détails, voir Fiche technique et Distribution.
Kong: Skull Island est un film fantastique américain réalisé par Jordan Vogt-Roberts, sorti en 2017. Il s'agit d'un reboot de King Kong (1933) s'inscrivant dans le MonsterVerse, un univers commun développé par Legendary Pictures et débuté avec Godzilla (2014).

## Synopsis
En 1944, alors que la guerre du Pacifique fait rage, deux pilotes s'écrasent sur une île inconnue. L'un est Américain, l'autre est Japonais. Alors qu'ils s'affrontent sur place, ils sont brusquement interrompus par une gigantesque créature.
En 1973, William Randa monte tant bien que mal une équipe d'explorateurs dont un chasseur James Conrad pour se rendre sur une île non répertoriée de l'océan Pacifique, surnommée l'île du Crâne (« Skull Island ») découverte grâce au programme d'observation satellitaire de la Terre Landsat. Mais personne ne sait que l'île en question est le repaire de multiples monstres, dont le légendaire Kong. L'exploration se transforme rapidement en mission de survie.

## Fiche technique
Sauf indication contraire, les informations mentionnées dans cette section peuvent être confirmées par la base de données cinématographiques IMDb,  présente dans la section « Liens externes ».
- Titre original : Kong: Skull Island
- Réalisation : Jordan Vogt-Roberts
- Scénario : Max Borenstein, Dan Gilroy et Derek Connolly[1], d'après une histoire de John Gatins et d'après le personnage créé par Merian C. Cooper et Edgar Wallace
- Musique : Henry Jackman
- Décors : Stefan Dechant
- Costumes : Mary E. Vogt
- Photographie : Larry Fong
- Montage : Christian Wagner
- Production : Jon Jashni, Mary Parent et Thomas Tull

Producteurs délégués : Alex Garcia et Eric McLeod
- Sociétés de production : Warner Bros., Legendary Pictures et Tencent Pictures
- Société de distribution : Warner Bros.
- Budget : 185 000 000 $[2]
- Pays de production :  États-Unis,  Chine[3]
- Langue originale : anglais
- Format : couleur — 2.35:1 — son Dolby Digital SDDS
- Genres : fantastique, aventure
- Durée : 118 minutes
- Dates de sortie[4] :
  - France : 8 mars 2017
  - Belgique : 8 mars 2017
  - États-Unis : 10 mars 2017
  - Chine : 24 mars 2017
- Classification :
  - France : avertissement - des scènes, des propos ou des images peuvent heurter la sensibilité des spectateurs lors de sa sortie en salles et déconseillé aux moins de 10 ans à la télévision
  - États-Unis : PG-13 (interdit aux moins de 13 ans)

## Distribution

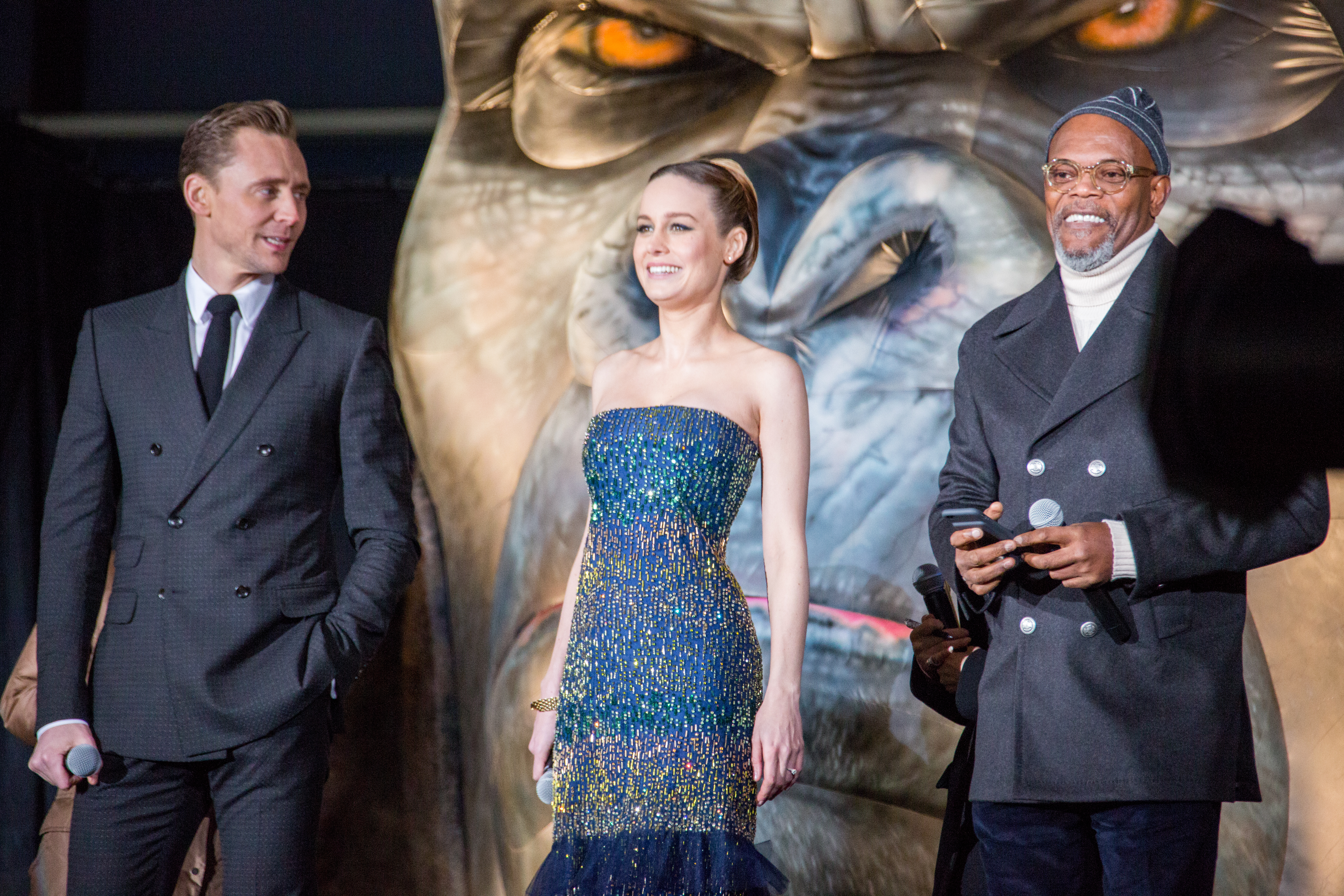
Les stars Tom Hiddleston, Brie Larson et Samuel L. Jackson, à la première japonaise du film, en mars 2017.

- Terry Notary et Toby Kebbell : King Kong (capture de mouvement)
- Tom Hiddleston (VF : Alexis Victor ; VQ : Frédéric Millaire-Zouvi) : le capitaine James Conrad
- Brie Larson (VF : Élisabeth Ventura ; VQ : Stéfanie Dolan) : Mason Weaver
- John C. Reilly (VF : Bruno Abraham-Kremer ; VQ : Yves Soutière) : le lieutenant Hank Marlow
- Corey Hawkins (VF : Diouc Koma ; VQ : Alexandre Fortin) : Houston Brooks
- Jing Tian (VF : Geneviève Doang ; VQ : Dominique Laniel) : San Lin
- Thomas Mann (VF : Martin Loizillon ; VQ : Joakim Lamoureux) : Reg Slivko
- Jason Mitchell (VF : Mohamed Sanou ; VQ : Hugolin Chevrette-Landesque) : Glenn Mills
- Shea Whigham (VF : Éric Herson-Macarel ; VQ : Louis-Philippe Dandenault) : Earl Cole
- Eugene Cordero (en) (VQ : Christian Perrault) : Reles
- Samuel L. Jackson (VF : Thierry Desroses ; VQ : Éric Gaudry) : le colonel Preston Packard
- John Goodman (VF : Jacques Frantz ; VQ : Yves Corbeil) : William « Bill » Randa
- John Ortiz (VF : Julien Sibre ; VQ : Manuel Tadros) : Victor Nieves
- Toby Kebbell (VF : Marc Arnaud ; VQ : Philippe Martin) : Jack Chapman
- Marc Evan Jackson (VQ : François Trudel) : Steve Woodward
- Richard Jenkins (VF : Philippe Crubézy ; VQ : Jacques Lavallée) : le sénateur Al Willis
- Miyavi : Gunpei Ikari
- Robert Taylor : le capitaine de l'Athena

Version française par le studio de doublage Dubbing Brothers, sous la direction artistique d'Hervé Rey, avec une adaptation de dialogues de Philippe Millet.
 Source et légende : version française (VF) sur RS Doublage et selon le carton du doublage français sur le DVD zone 2
 Source et légende : version québécoise (VQ) sur Doublage.qc.ca

## Production

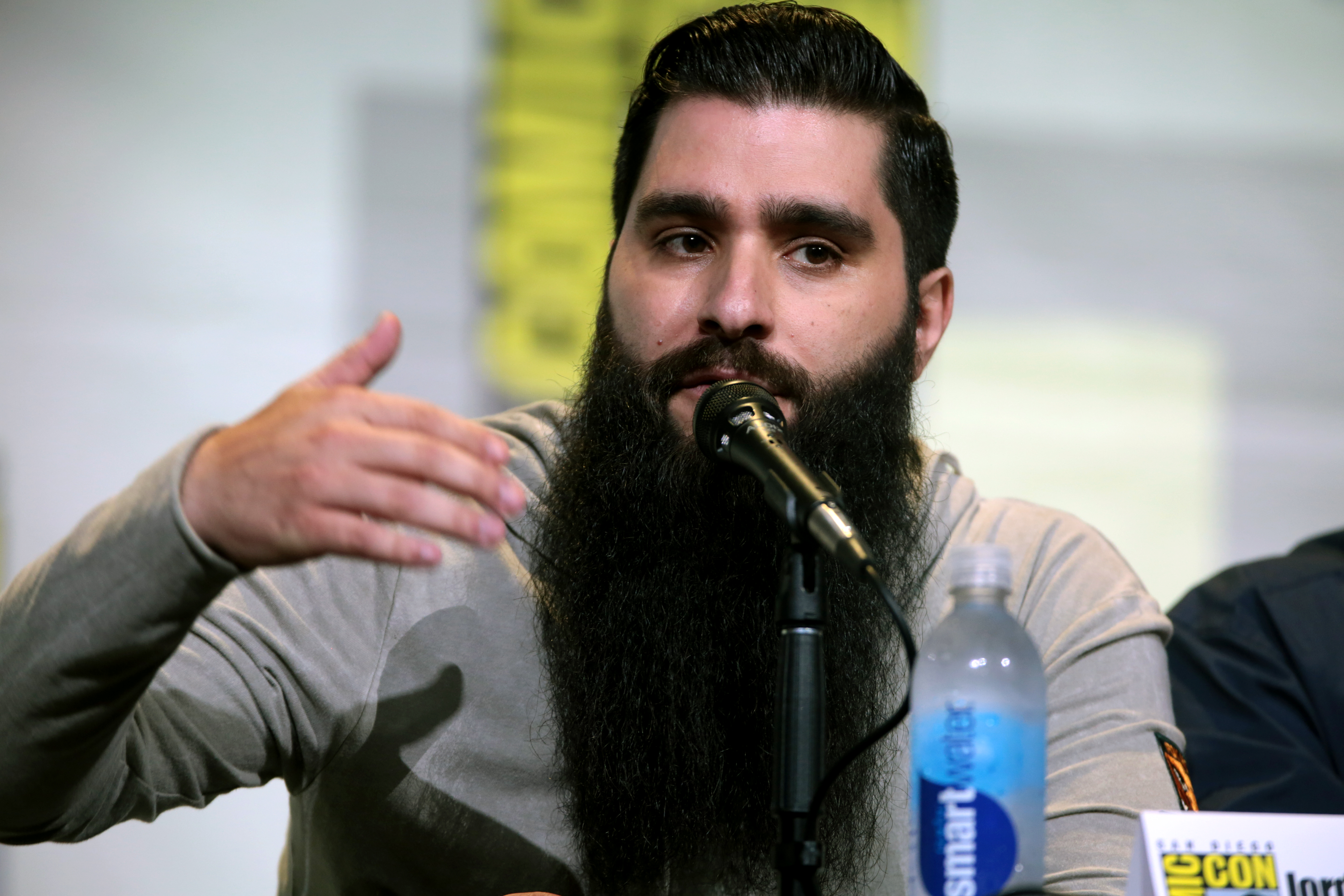
Le réalisateur Jordan Vogt-Roberts, au Comic-Con de San Diego

### Genèse et développement
Le projet Skull Island est initialement annoncé comme un prélude à King Kong, coproduite par Universal Pictures et Legendary Pictures, prévue pour sortir le 4 novembre 2016. Il n'est pas précisé si ce sera un prologue du film de 1933, de celui de 1976 ou du film de 2005. Legendary propose la réalisation à Joe Cornish.
En septembre 2014, Legendary annonce que Tom Hiddleston sera à l'affiche du film, qui sera mis en scène par Jordan Vogt-Roberts, qui n'a alors réalisé que le film The Kings of Summer (2013). En octobre 2014, Legendary charge John Gatins d'écrire une seconde version du script, après que Max Borenstein soit parti sur le projet de suite de Godzilla (2014), également développé par Legendary.
En décembre 2014, le studio annonce que le titre sera Kong: Skull Island. En août 2015, Max Borenstein et Dan Gilroy participent à des réécritures du scénario. Derek Connolly apporte ensuite la touche finale au scénario.
En septembre 2015, il est annoncé que Legendary collabore finalement avec Warner Bros. et non plus avec Universal, et qu'un crossover avec Godzilla est envisagé. Plus tard, il est révélé que le script de Kong: Skull Island contient des références à l'agence gouvernementale secrète de Godzilla, appelée Monarch.
En octobre, Tom Hiddleston révèle que l'histoire du film ne se déroule pas dans les années 1930 et que c'est une version nouvelle de l'histoire de King Kong : en effet, l'action du film se déroule en 1973 qui est l'année du décès de Merian C. Cooper, le créateur de King Kong.

### Attribution des rôles

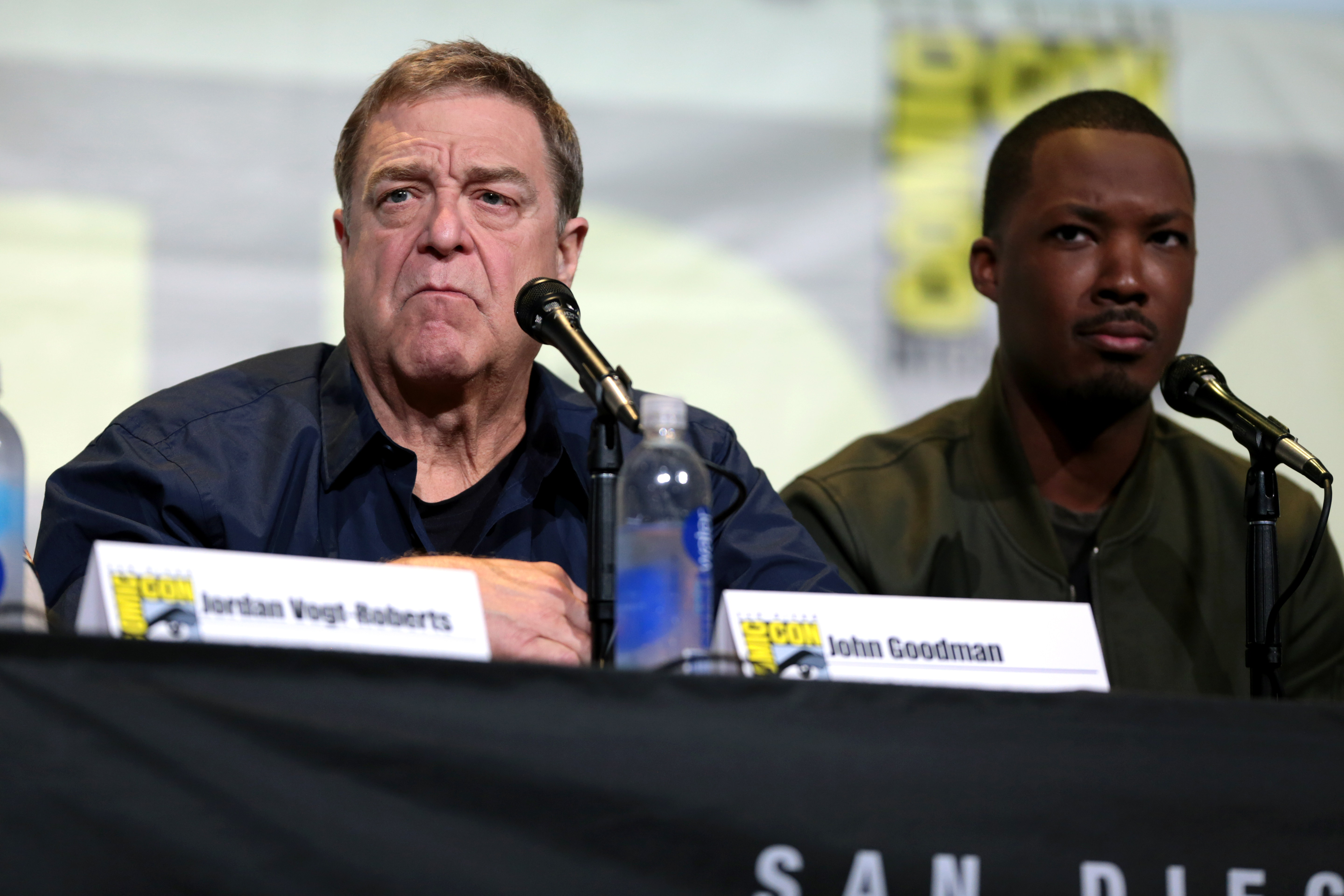
John Goodman et Corey Hawkins, au Comic-Con de San Diego en 2016.

Le 15 décembre 2014, il est annoncé que J. K. Simmons a rejoint la distribution. En juillet 2015, Michael Keaton et J. K. Simmons quittent finalement le projet en raison d'emplois du temps incompatibles.
En juillet 2015, Brie Larson décroche le premier rôle féminin, alors qu'il est révélé que Legendary a des vues sur Russell Crowe en remplacement des acteurs ayant quitté le projet. En août 2015, Corey Hawkins, révélé dans NWA : Straight Outta Compton, obtient un rôle secondaire. Le site Deadline.com rapporte ensuite que des négociations sont en cours avec Samuel L. Jackson pour le rôle délaissé par J. K. Simmons, alors que d'autres rôles ont été proposés à John C. Reilly et Tom Wilkinson. Toby Kebbell rejoint ensuite la distribution, alors que Samuel L. Jackson et John C. Reilly sont toujours en négociations. Toujours en août, Jason Mitchell, lui aussi révélé par NWA : Straight Outta Compton décroche le rôle d'un pilote.
En septembre 2015, John Goodman rejoint le film dans le rôle de Randa. En octobre 2015, John Ortiz, Eugene Cordero et Shea Whigham décrochent des rôles non spécifiés,.
Tom Hiddleston et Samuel L. Jackson se retrouvent à nouveau après Thor en 2011, Avengers en 2012 et Avengers: Infinity War en 2018. Brie Larson et John Goodman se retrouvent après The Gambler en 2014.
Brie Larson et Samuel L. Jackson se retrouveront en 2019 dans Captain Marvel et avec Tom Hiddleston dans Avengers Endgame.

### Tournage
Le tournage principal débute le 19 octobre 2015 à Hawaï et au Vietnam,,. Il a également eu lieu en Australie, dans le Village Roadshow Studios dans l'État de Queensland.

### Erreurs
- En 1944, ni l'USN ni l'USMC ne déployait de P-51 Mustang dans le Pacifique, cet avion ne pouvant être embarqué sur un porte-avions. L'avion de Marlow aurait dû être un F4U Corsair ou un F6F Hellcat.
- Les aviateurs japonais n'étaient pas dotés de pistolets Mauser C96, mais de Nambu type 14.
- Le colonel Packard possède un pistolet Colt 1900 ou 1902 : arme de collection coûteuse et relativement fragile. Il devrait plutôt avoir un Colt 1911 A1.
- Skull Island est supposée se trouver dans le Pacifique, or le navire appareille depuis Bangkok (à l'opposé par rapport à Da Nang où sont stationnées les troupes de Packard).
- Le navire n'embarque que 5 hélicoptères UH-1 Iroquois, un CH-53 Sea Stallion et un CH-47 Chinook sur son pont, soit 7 hélicoptères, or lors du décollage, 13 appareils sont visibles dont 11 UH-1.

### Musique
Albums de Henry Jackman
Jack Reacher: Never Go Back
(2016) Kingsman : Le Cercle d'or
(2017)
Bandes originales du MonsterVerse
Godzilla
(2014) Godzilla 2 : Roi des monstres
(2019)
La musique du film est composée par Henry Jackman.
Liste des titres
1. South Pacific - 0:35
2. The Beach - 1:27
3. Project Monarch - 2:02
4. Packard's Blues - 1:14
5. Assembling the Team - 1:48
6. Into the Storm - 2:44
7. The Island - 1:16
8. Kong the Destroyer - 3:43
9. Monsters Exist - 2:27
10. Spider Attack - 1:39
11. Dominant Species - 2:00
12. The Temple - 5:47
13. Grey Fox - 2:33
14. Kong the Protector - 1:49
15. Marlow's Farewell - 2:37
16. Lost - 1:27
17. The Boneyard - 1:52
18. Ambushed - 2:21
19. The Heart of Kong - 2:11
20. Man vs. Beast - 2:31
21. Creature from the Deep - 2:44
22. The Battle of Skull Island - 5:46
23. King Kong - 2:42
Titre bonus
24. Monster Mash - 1:27

Chansons apparaissant dans le film
- Time Has Come Today – The Chambers Brothers
- Mat Troi Den – Minh Xuân
- White Rabbit – Jefferson Airplane
- Long Cool Woman (In A Black Dress) – The Hollies
- Down On The Street – The Stooges
- Paranoid – Black Sabbath
- Brother – Jorge Ben Jor
- Bad Moon Rising – Creedence Clearwater Revival
- Ziggy Stardust – David Bowie
- Run Through the Jungle – Creedence Clearwater Revival
- We'll Meet Again – Vera Lynn